# Senja (eiland)
Senja is een eiland in de provincie Trom in Noorwegen. Met een oppervlakte van 1.586,3 km² is het, indien Spitsbergen niet wordt meegerekend, na het eiland Hinnøya het grootste eiland van Noorwegen. In 2015 had het eiland 7.808 inwoners. Het eiland is via de meer dan een kilometer lange Gisundbrug verbonden met het vasteland. In het zuiden van het eiland ligt het Nationaal park Ånderdalen. De nationale toeristenweg Senja loopt over het eiland.
Het eiland was tot 2020 verdeeld over vier gemeenten (Berg, Lenvik, Torsken en Tranøy), die per 1 januari van dat jaar werden samengevoegd tot de nieuwe gemeente Senja.

## Bekende bewoners
- Pål Moddi Knutsen – oprichter van de indiepopband Moddi

## Galerij

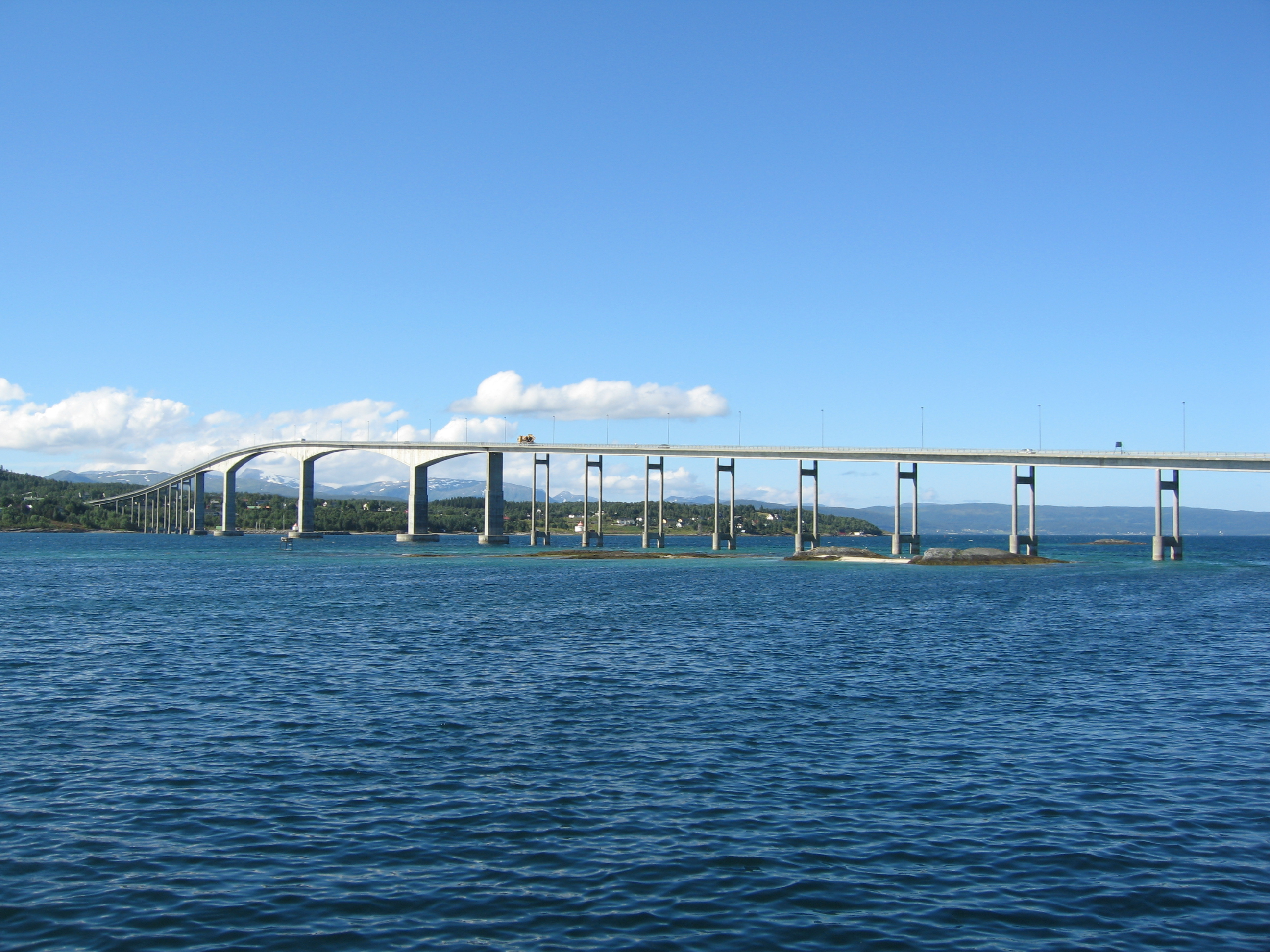
De Gisundbrug verbindt Senja met het vasteland
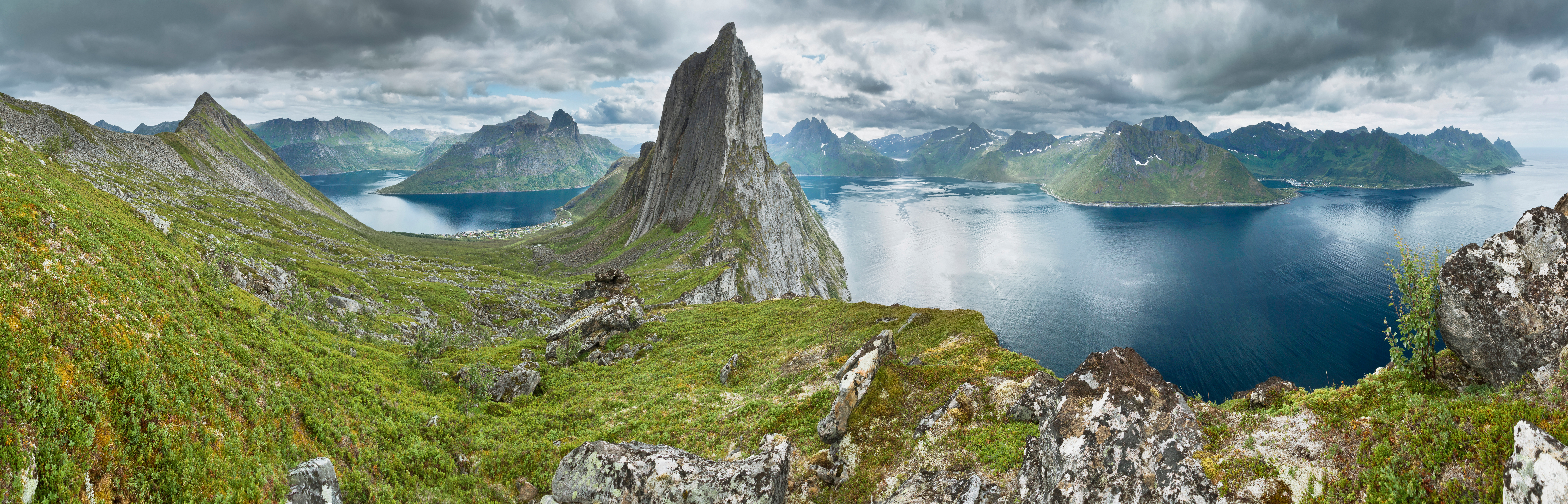
Uitzicht over Øyfjorden aan de westkust van Senja